# Echiothrix
Echiothrix là một chi động vật có vú trong họ Muridae, bộ Gặm nhấm. Chi này được Gray miêu tả năm 1867. Loài điển hình của chi này là Echiothrix leucura Gray, 1867.

## Các loài
Chi này gồm các loài: